# Josef Wagner (Bezirksoberamtmann)
Josef Wagner (* 27. Juli 1880 in Augsburg; † 22. Juni 1942) war ein deutscher Verwaltungsjurist und Bezirksoberamtmann in Bad Aibling.

## Leben
Josef Wagner studierte Rechtswissenschaften an der Julius-Maximilians-Universität Würzburg (Mitglied der katholischen Studentenverbindung KDStV Gothia Würzburg), legte die erste juristische Staatsprüfung ab und leistete den dreijährigen Vorbereitungsdienst (Referendariat), der ihn zum Amts- und Landgericht Augsburg, Bezirksamt Augsburg und zum Stadtmagistrat Augsburg führte. 1907 folgte das Große juristische Staatsexamen (Note II 21/40). Zunächst als Akzessist bei der Regierung von Schwaben eingesetzt, wurde er zum 1. August 1913 Assessor im Bezirksamt Griesbach im Rottal und 1919 in Pfarrkirchen. Im Jahr darauf wurde Wagner Bezirksamtmann in Augsburg, wo er 1926 zum Regierungsrat ernannt wurde. Zum 20. November 1929 wechselte er als Bezirksoberamtmann zum Bezirksamt Bad Aibling. Dieses Amt hatte er bis zur Niederlegung seiner Amtsgeschäfte inne. Nach kurzer Beurlaubung wechselte er in die Staatsverwaltung und kam zum Oberversicherungsamt Mittelfranken, wo er im Amt starb.